# Yantanglestes
Yantanglestes és un gènere de mamífer mesonic extint de la família dels mesoníquids. Visqué durant el període Paleocè. Se n'han trobat restes fòssils a la Xina. Es tracta del mesoníquid més antic conegut.